# Charleston (Misuri)
Charleston es una ciudad situada en el condado de Mississippi, Misuri, Estados Unidos. Tiene una población estimada, a mediados de 2023, de 4483 habitantes.
Es la sede del condado.
Está ubicada cerca del límite con el estado de Kentucky, apenas al este de la ciudad de Sikeston.

## Geografía
La localidad está ubicada en las coordenadas 36°55′1″N 89°20′2″O / 36.91694, -89.33389. Según la Oficina del Censo, tiene una superficie total de 12.56 km², de los cuales 12.42 km² corresponden a tierra firme y 0.14 km² están cubiertos de agua.

## Demografía
Según el censo de 2020, en ese momento la localidad tenía una población de 5056 habitantes. La densidad de población era de 407.09 hab./km².
| Raza                   | Núm. | Porc.   |
| ---------------------- | ---- | ------- |
| Afroamericanos         | 2657 | 52.55%  |
| Blancos                | 2198 | 43.47%  |
| Amerindios             | 9    | 0.18%   |
| Asiáticos              | 13   | 0.26%   |
| De otras razas         | 46   | 0.91%   |
| De una mezcla de razas | 133  | 2.63%   |
| Total                  | 5056 | 100.00% |

Del total de la población, el 1.76% eran hispanos o latinos de cualquier raza.